# Ryska statliga biblioteket för unga människor
Ryska statliga biblioteket för unga människor – RSBU (ryska: Российская государственная библиотека для молодёжи – РГБМ, Rossijskaja gosudarstvennaja biblioteka dlja molodjozji – RGBM; engelska: The Russian State Library for Young Adults – RSLYA) är en federal, statligt finansierad rysk kulturinstitution, placerad i Moskva. Det fungerar som ett specialbibliotek för ungdomar och unga vuxna (mellan 14 och 30 år), liksom för dem som arbetar professionellt med ungdomar. Det är också ett vetenskapligt informations- och rådgivningscentrum för Rysslands publika ungdomsbibliotek.
Biblioteket har sina rötter i Statliga historiska bibliotekets ungdomsfilial, grundad 1939. År 1966 gjordes det om till ett generellt ungdomsbibliotek, och 2009 fick det sitt nuvarande namn.

## Historia

### Statliga republikanska ungdomsbiblioteket – SRUB, 1966–1996
Från 1939 fanns det Statliga historiska bibliotekets ungdomsfilial i Historiska museets byggnad vid Röda torget (numera Ryska statliga historiska biblioteket).
11 oktober 1966 gjordes ungdomsbiblioteksfilialen om till det första republikanska specialbiblioteket för ungdomar mellan 14 och 21 år, på initiativ av Ryska SFSR:s kulturministerium och Komsomol. Det nya biblioteket låg i bottenvåningen av ett 9-våningshus mittemot metrostationen Preobrazjenskaja Plosjtjad. Bibliotekschef var Irina Viktorovna Bachmutskaja (Ирина Викторовна Бахмутская).

#### Verksamhet

##### På 1960-talet
Grundidén för att ett sådant specialbibliotek behövs, utgår från att ungdomar är en särskild åldersgrupp som har specifika sociala och psykologiska egenskaper. Just under den perioden har unga människor livsviktiga problem med utbildning, yrkesval, att hitta sin plats i samhället och sina moraliska, estetiska och konstnärliga principer. Litteratur avsedd för en mer erfaren och konservativ generation tilltalar inte unga människor, som ännu inte har fått liknande erfarenheter.
På 1960- och 1970-talet skapades avdelningar som tidigare inte fanns inom bibliotekssystemet. Dessa var:
- En sociologisk forskningsavdelning
- En yrkesvägledningsavdelning
- En informationsavdelning för ungdomsproblematik
- En avdelning för noter och musik (senare med en konstavdelning)
- En avdelning för AV-teknik med språklabb
- En avdelning för publika program[3]

Å andra sidan prioriterades bibliotekets verksamhet som ideologisk och uppfostrande institution. I överensstämmelse med tidsandan inrättades på biblioteket: 
- En propagandaavdelning utifrån Marxism-leninismens världsåskådning. (senare en propagandaavdelning för det leninistiska arvet).
- En leninistisk läsesal.
- En avdelning för den patriotiska uppfostran
- En avdelning för den estetiska uppfostran

SRUB samarbetade från allra första början med Komsomols centralkommitté, Sovjetunionens centrala fackföreningsråd, Sovjetunionens inrikesministerium, liksom med Utbildningsministeriets och de yrkestekniska utbildningarnas bibliotekssystem. Tillsammans organiserade de gemensamma kampanjer, konferenser, möten och rundabordssamtal. Komsomols centralkommitté förlade ofta sina plenummöten hos SRUB.

##### På 1970-talet
Under 1970-talet skapades ett nätverk av republikanska, regionala och lokala ungdomsbibliotek, tack vare Irina Bachmutskaja och hennes meningsfränder. SRUB blev ett centralt metodikcenter för biblioteks- och bibliografiska frågor om ungdomsverksamhet, och man deltog i alla viktiga ungdomskampanjer. Biblioteket hjälpte bibliotekarierna i regionerna metodiskt och praktiskt, i deras arbete bygga upp bibliotek i de unga komsomolbyggnadsarbetarnas byar.
1974 skapade SRUB en Central mediedepå (CMD) för att hjälpa landets bibliotek – framförallt de nystartade eller de som råkat ut för naturkatastrofer – att komplettera sina bokbestånd. Tusentals bokpaket från CMD skickades till landets alla hörn, däribland till byarna där ungdomar byggde Bajkal–Amur-järnvägen (BAM), då benämnt ”århundradets bygge”. Sidospåren var nästan 3 200 km långa. De trafikerades av Komsomols centralkommittés propagandatåg ”Komsomolskaja Pravda”, och en av vagnarna var omgjord till bibliotek som en filial till SRUB. Den förestods av Zoja Panova, som i vanliga fall arbetade på SRUB men som hade åkt till BAM med Komsomol. När tåget gjorde uppehåll kunde man sitta och läsa böcker, tidningar och tidskrifter, lyssna på grammofonskivor och radio eller beställa ny litteratur.
En av de mest minnesvärda kampanjerna under den tiden var SRUB:s och tidningen Komsomolskaja Pravdas insamling av böcker till unga byggjobbare. Kampanjen kallades ”Klarröda seglet”. Från hela landet kom dagligen hundratals bokpaket till biblioteket. SRUB:s unga medarbetare gjorde ett enormt arbete med att ta emot paketen och välja ut litteratur till bestånd som skulle motsvara byggjobbarbibliotekens behov.

Ur SRUB:s fotoarkiv
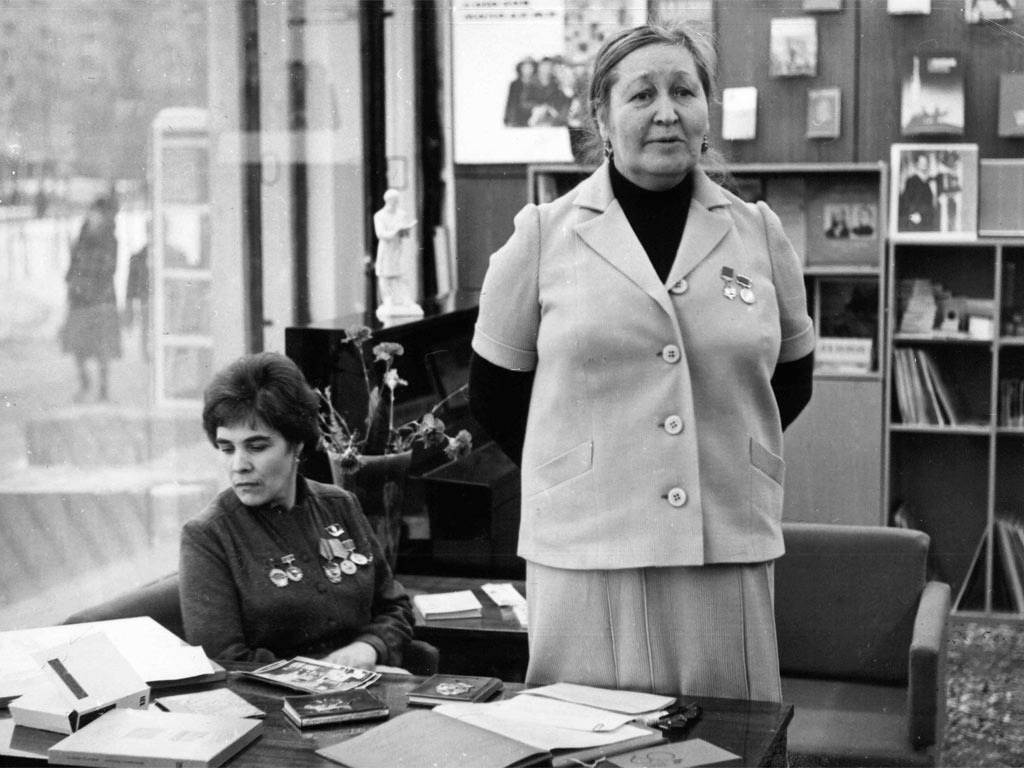
Irina Viktorovna Bachmutskaja
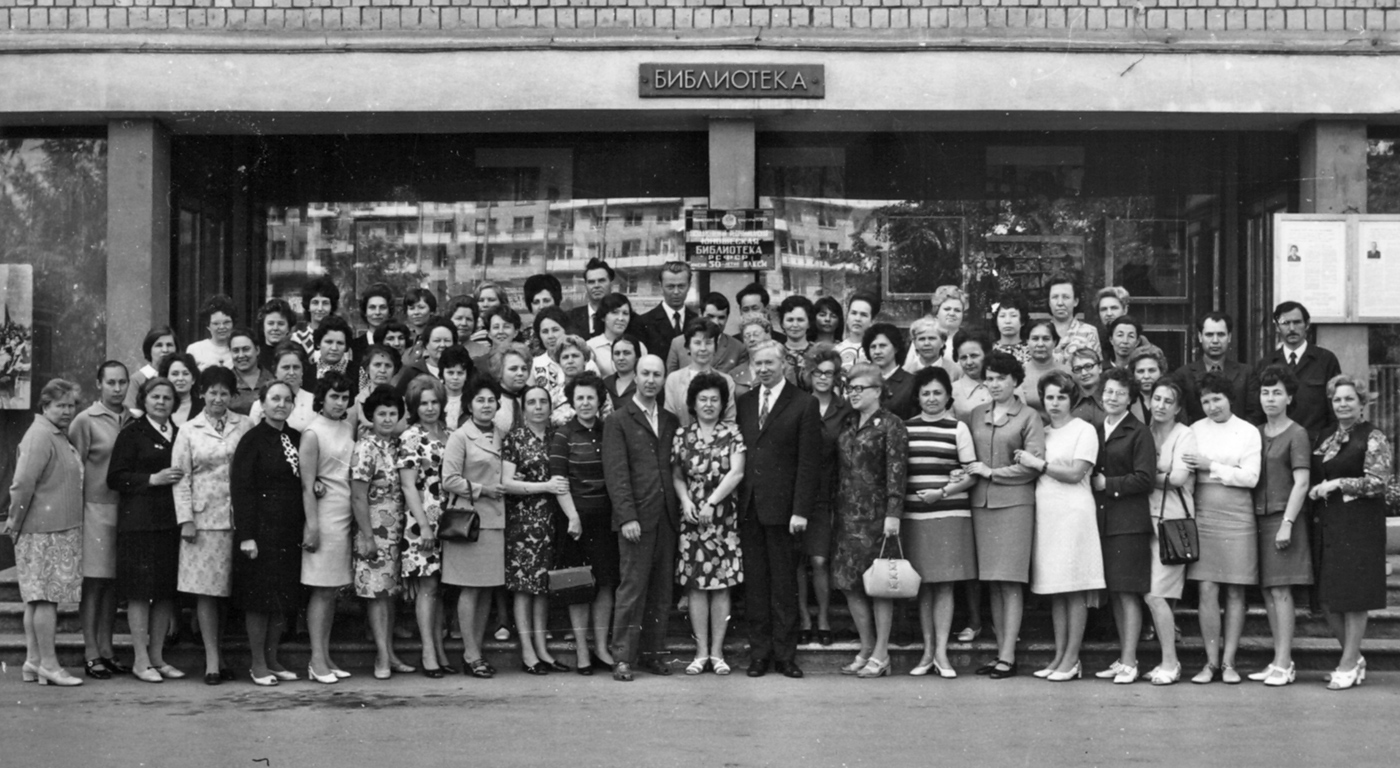
SRUB:s första medarbetare. I slutet av 1960-talet.
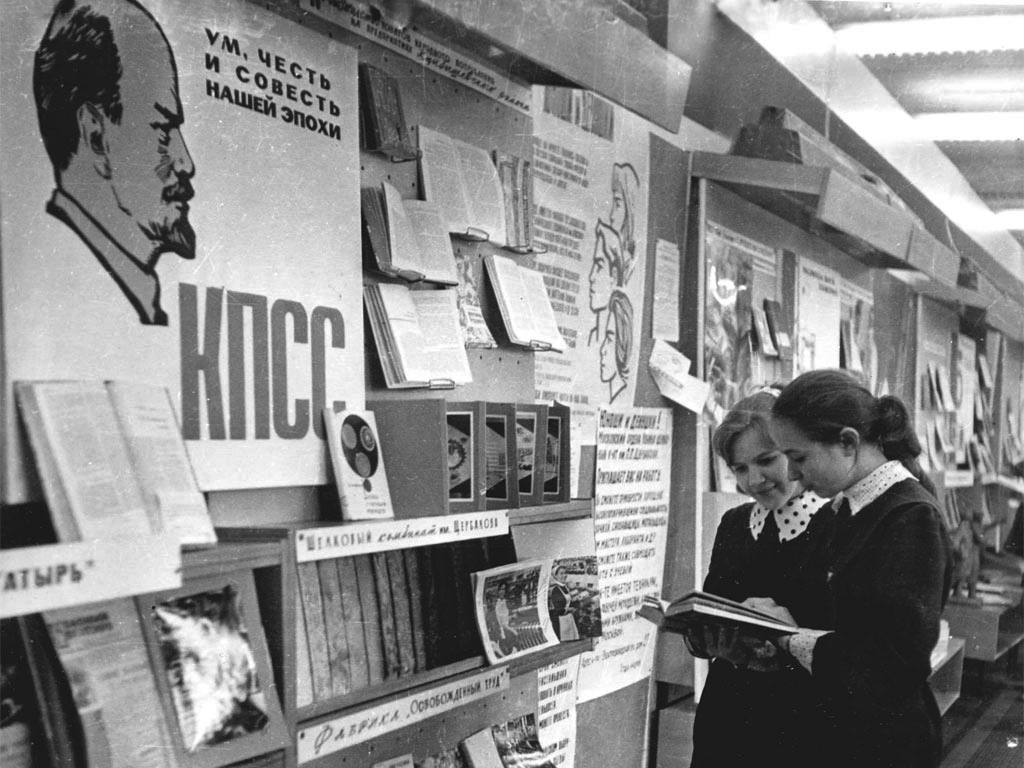
SRUB: bokutställningar på 1970-talet.
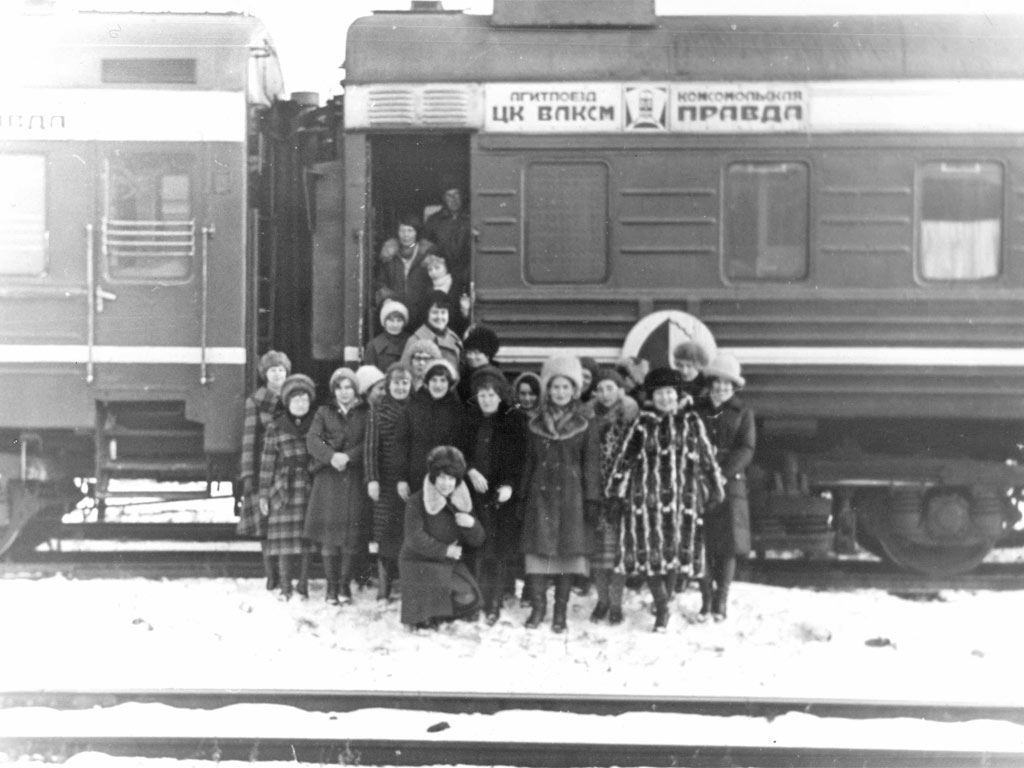
Komsomols centralkommittés propagandatåg «Komsomolskaja pravda».
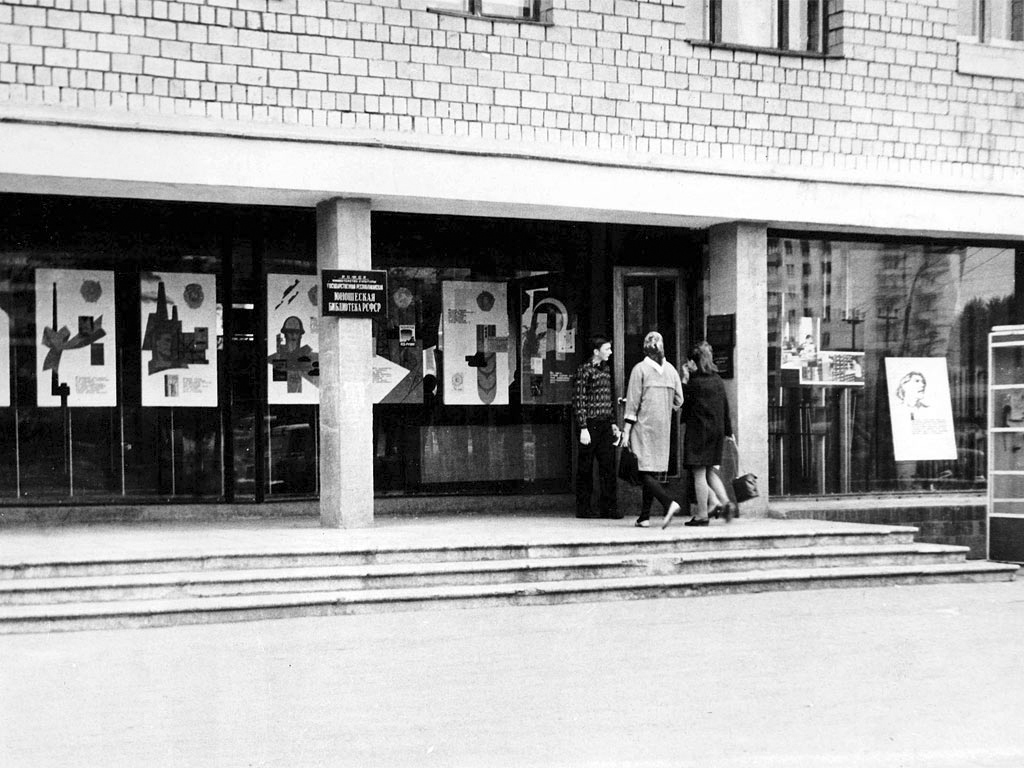
Bibliotekets huvudentré i slutet av 1960-talet.
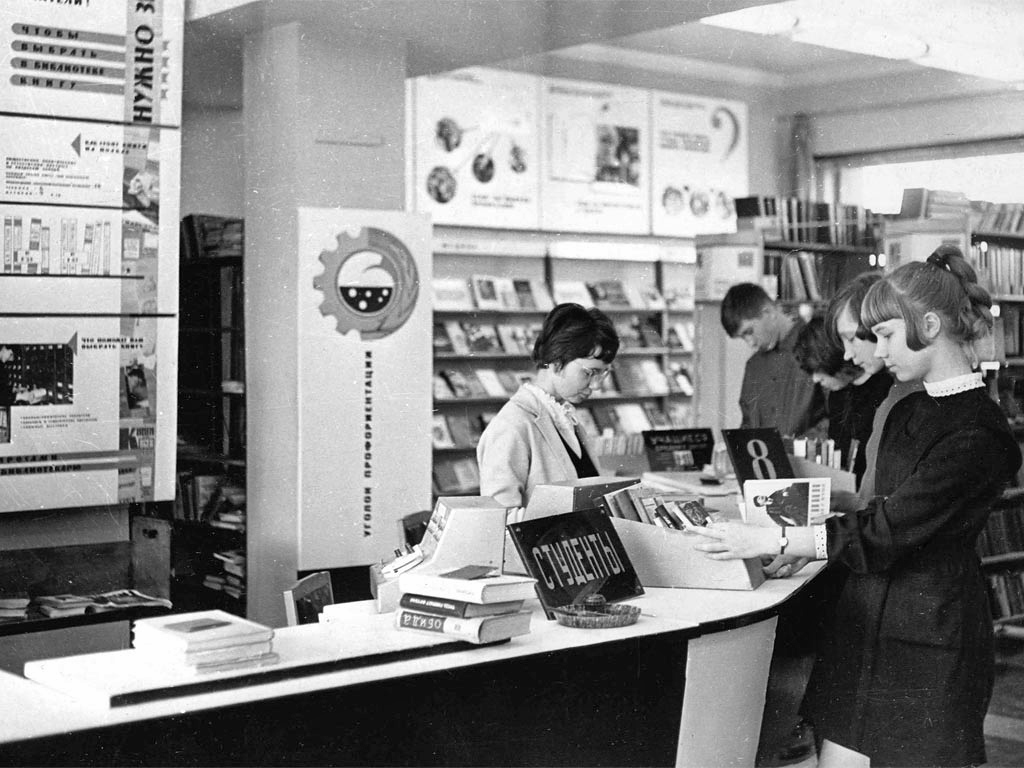
Besökande studenter i slutet av 1970-talet.
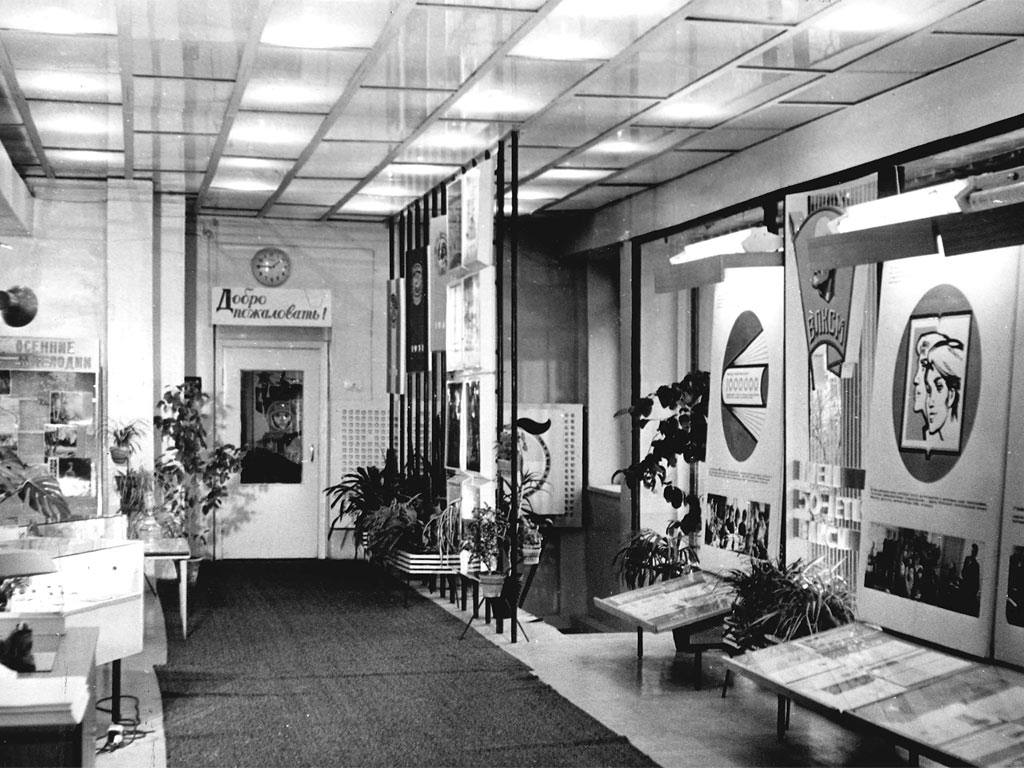
Bibliotekets foajé i början av 1980-talet.
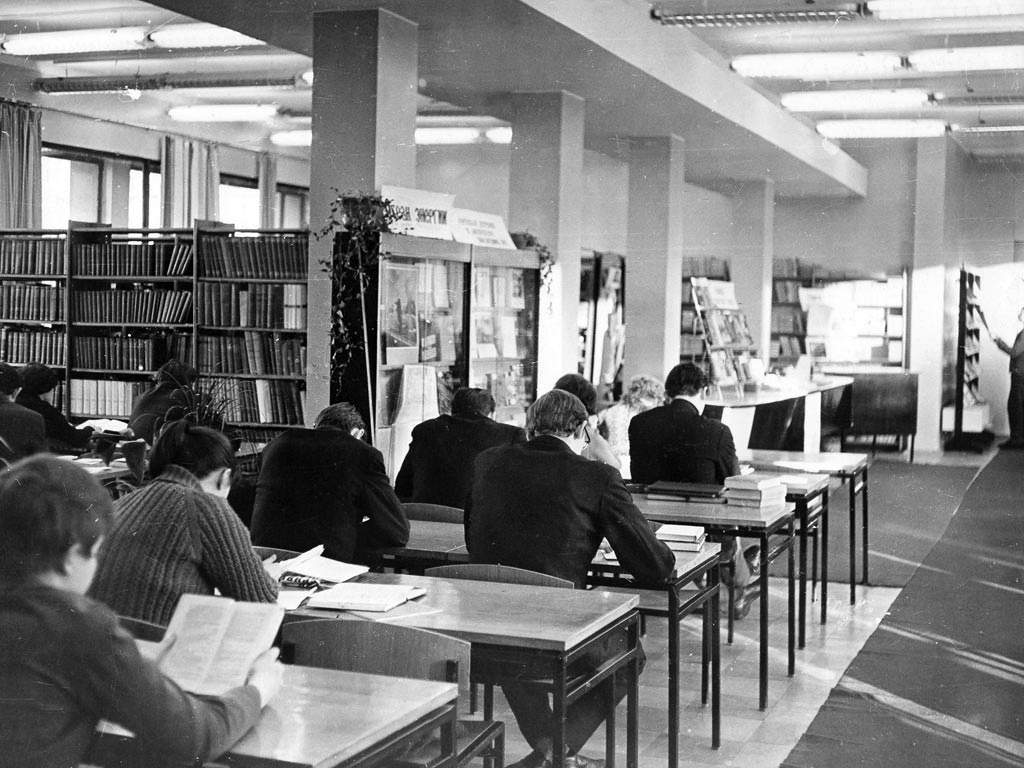
SRUB:s läsesal i början av 1980-talet.

Under samma period samlades erfarenheter för att skapa en egen vetenskaplig, analytisk grundval. SRUB:s sociologiavdelning genomförde tre storskaliga allunionella vetenskapliga undersökningar: "Boken och läsningen bland unga arbetande människor", "Boken i den moderna byns li" och "Sistaårselevernas läsning". Yrkesvägledningsavdelningen bearbetade och testade ett system för experimentell metodik, som sedan började introduceras rent praktiskt i de olika bibliotekssystemens och skolornas arbete: "Bibliotekets arbete med att utveckla sistaårselevernas kunskapsintressen", "Bibliotekets och skolans gemensamma arbete med sistaårselevernas kunskapsintressen" och "Bibliotekets arbete med att utveckla sistaårselevernas humanistiska intressen". Avdelningens medarbetare reste runt i hela landet och höll oräkneliga vidareutbildningskurser, seminarier, praktiska övningar och föreläsningar.
Innovativa idéer och praktiker som SRUB införde inom det inhemska biblioteksområdet under 1970-talet:
- Förvärv av andra medier än böcker, framförallt grammofonskivor och noter men även diabilder och frimärken
- Utlåning av grammofonskivor (1971 – för första gången inom Sovjetunionen)
- Ett system för yrkesvägledning, utarbetat av avdelningen för yrkesvägledning och som under många år användes av hundratals bibliotek på olika nivåer
- Sociologiska undersökningar av unga människors läsning och biblioteksbeteende
- En metodik för analys av biblioteksefterfrågan, som ständigt modifieras och fortfarande används
- En precisering av yrkesterminologin, införandet av termerna "läsning för studier och arbete", "nöjesläsning" och "biblioteksvanor"
- Ungdomsbibliotekens samarbetskoncept med utbildningssystemet

Under 1970-talet besöktes biblioteket ofta av ungdomsdelegationer från Europa, Latinamerika och USA. Möten hölls inom ramen för Komsomols centralkommittés internationella vänskapsklubb, som SRUB var medlem av. Vid samma tid ägde de första mötena rum mellan bibliotekets medarbetare och företrädare för de i Sovjetunionen praktiskt taget okända utländska subkulturerna hippies, punkare och hårdrockare. Hos SRUB hölls ofta möten och stödkonserter för det chilenska folket eller i solidaritet med Kuba.

Ur  SRUB:s fotoarkiv
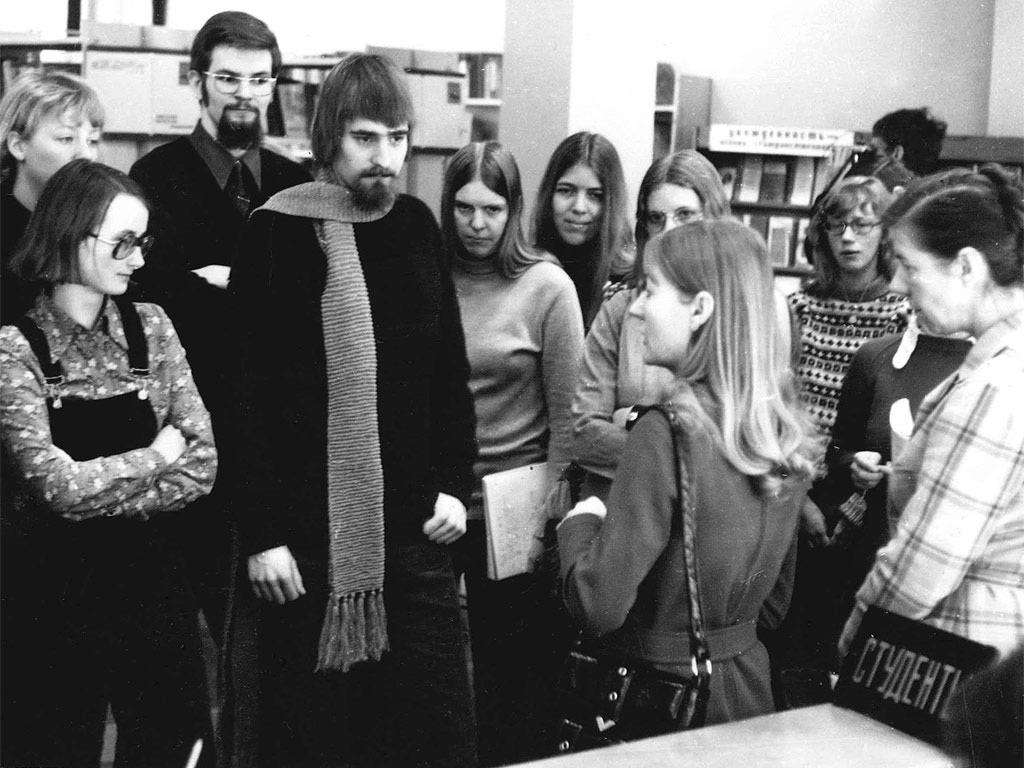
Ungdomar från Västtyskland besöker SRUB.
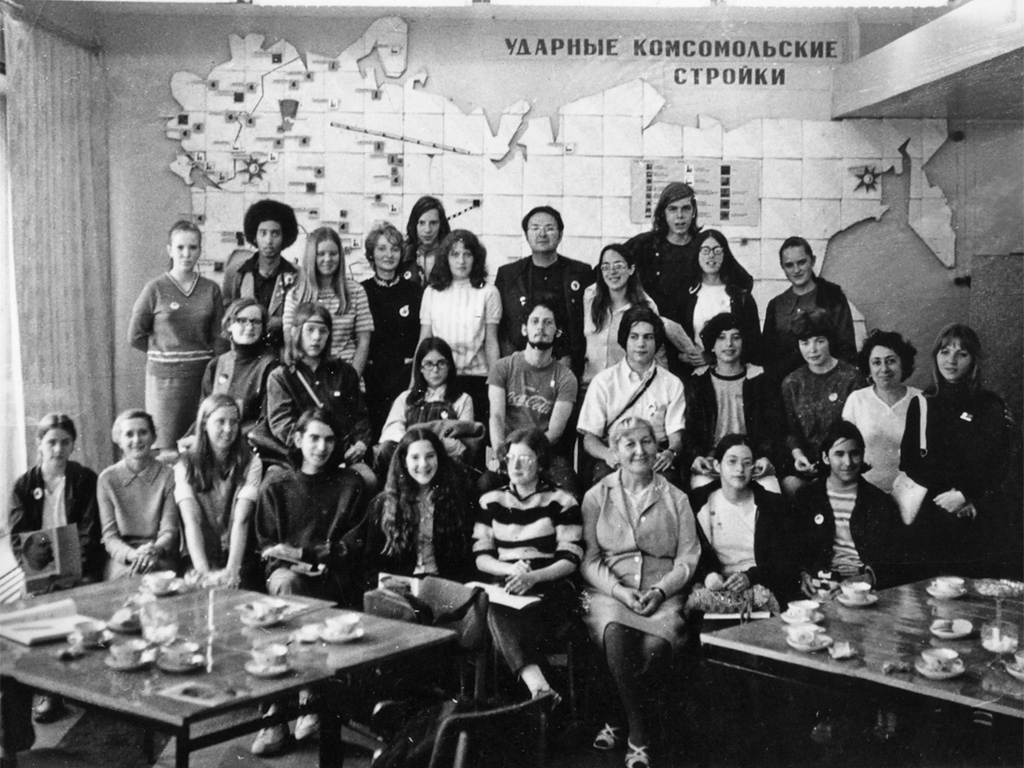
En ungdomsdelegation från USA besöker biblioteket.
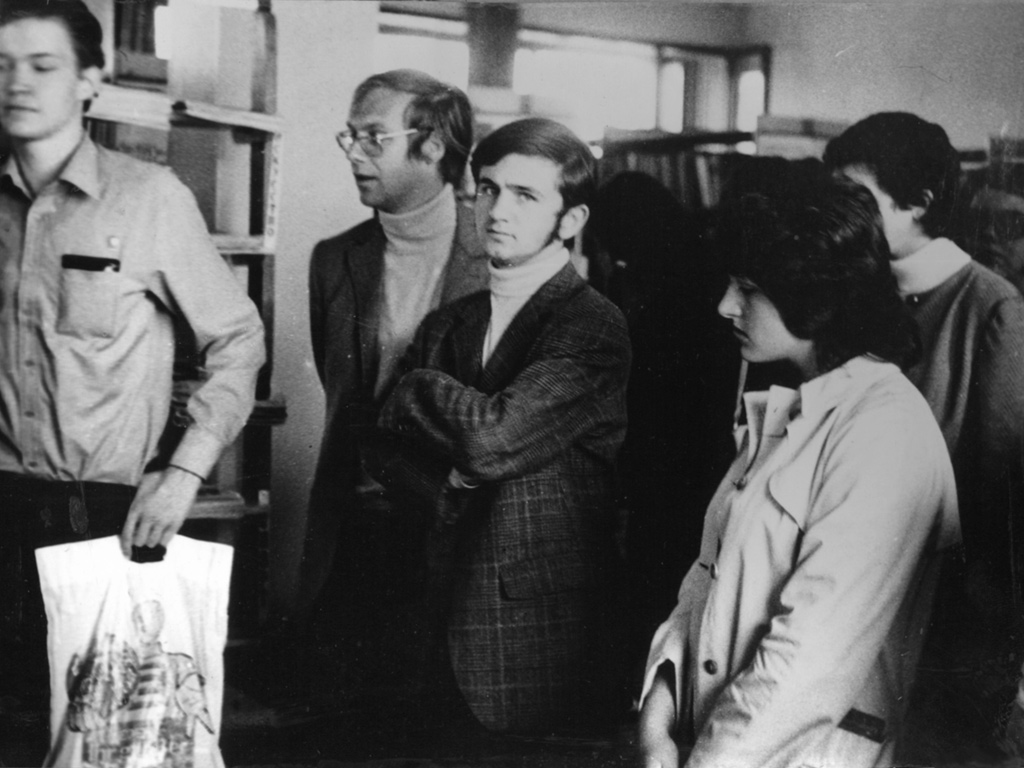
Besök av unga franska kommunister.

##### På 1980-talet

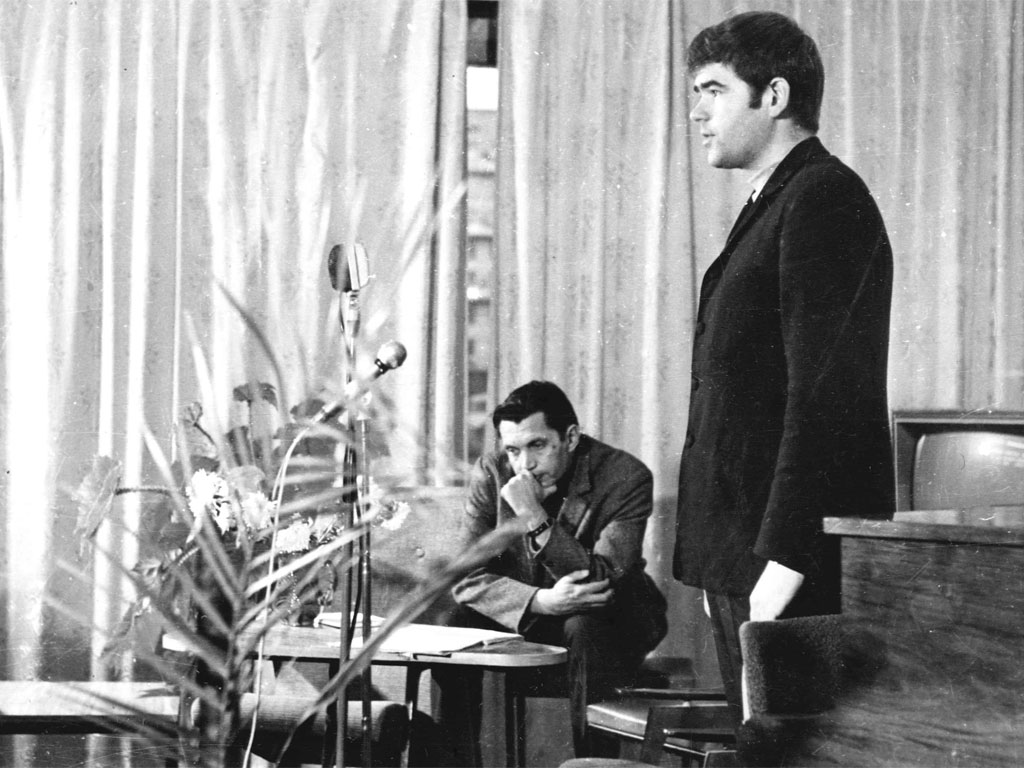
Robert Rozjdestvenskij lyssnar på unga poeters uppläsningar i biblioteket på 1970-talet.

Under 1980-talet utvecklade biblioteket sin kulturupplysnings- och fritidsverksamhet för unga människor. Under dessa år besöktes biblioteket av många författare, poeter, kompositörer, skådespelare, filmregissörer och musiker, varav flera sedermera blev berömda.
Bibliotekssociologerna genomförde den allunionella undersökningen "Den unga läsaren -80", vars resultat under lång tid bestämde ungdomsbibliotekens samarbetsstrategi med sina läsare.
På den tiden träffades konstnärliga föreningar och intresseklubbar i biblioteket: litteraturföreningen "Klarröda seglet", politiska diskussionsklubben "Dialog", patriotiska klubben "Hjältedåd", psykologiska klubben "Kontakt" och andra. Avdelningen för publika program organiserade stora evenemang på Tekniska museet (samordnade kampanjer till stora statliga högtider och viktiga datum) och i Unionshusets Oktobersal (en serie kvällsprogram under titeln "Sovjetiska författare för ungdomar"). Varje evenemang kompletterades alltid av en portabel bokutställning.
1981 började SRUB:s avdelning för ekologisk upplysning och utbildning sitt arbete, som den var först med i Sovjetunionen. Medarbetarna organiserade och ledde möten, seminarier, konferenser, vidareutbildningskurser, yrkesskolor, tävlingar om ekologi för Sovjetunionens bibliotekarier. De publicerade även metodik- och bibliografiskt material, och år 2002 omvandlades de genom beslut från Ryska federationens kulturministeriums kollegium till "Allryska forsknings- och metodbibliotekscentret för ekologisk kultur".
I mitten av 1980-talet organiserades även en avdelning för unga människors vetenskapliga- och tekniska verksamhet.

### Ryska statliga ungdomsbiblioteket – RSUB, 1996–2009
1996 blev ett banbrytande år för ungdomsbiblioteksnätverket. Under de 30 år det hade funnits hade ett specialbokbestånd skapats, och specialister på målgruppen ungdomar hade utbildats. Statliga republikanska ungdomsbiblioteket (SRUB) var då det enda metodikcentret i sitt slag och samordnare av nätverket. Nytt namn på det hela blev detta år Ryska statliga ungdomsbiblioteket (RSUB).
År 2001 skedde byte på chefsposten, när Irina Bachmutskaja gick i pension och V. R. Ostrovskaja tillträdde.
1 december 2006 blev Irina Borisovna Michnova bibliotekets direktör. Hon hade mellan 1980 och 1994 arbetat på biblioteket som chef för den redaktionella förlagsavdelningen som ledande specialist på bibliotekets sociologiska forskningsavdelning. Mellan 1996 och 2006 hade hon sedan lett Moskvas centrala bibliotekssystem – "Kievskaja".
I överensstämmelse med tidens krav och för att understödja ungdomens läsintresse och biblioteksbesök (som hade minskat drastiskt i början av 2000-talet) genomfördes en genomgripande rekonstruktion och modernisering av biblioteket från slutet av 2006 till början av 2009. "Allt från bokbeståndets innehåll till bibliotekets utseende moderniserades, ävenså utlåningssystemet, resurserna, teknologin och bemanningen". 9 april öppnade RSUB officiellt i sin nya moderniserade skepnad under mottot "Ett modernt bibliotek för moderna unga människor".
16 april 2009 öppnades bibliotekets historiska och kulturella center för unga människor, i "Villa Nosov". Där finns bibliotekets musik- och notbibliotek, som har mer än 70 000 grammofonskivor, 40 000 noter och en omfattande boksamling om musik.

### Ryska statliga biblioteket för unga människor – RSBU, från 2009
9 september 2009 ändrades bibliotekets namn till Ryska statliga biblioteket för unga människor (RSBU) efter beslut av Ryska federationens kulturministerium 27 augusti samma år.

#### Strukturell indelning och tjänster
- Salen för naturvetenskaplig- och teknisk litteratur
- Salen för samhällsvetenskaplig litteratur och humaniora
- Salen för litteratur på andra språk
- Salen för rariteter
- Salen för skönlitteratur och konst
- Byrån för biblioteksvetenskap
- Barnrummet
- Informations- och resurscentret för unga människors problem
- Datorbiblioteket
- Musik- och notavdelningen och fonoteket
- Centret för serier och visuell kultur
- Centret för psykologiskt stöd och unga människors sociala anpassning/Centret för psykologiskt och socialt stöd till unga människor

Salarna i Ryska statliga biblioteket för unga människor
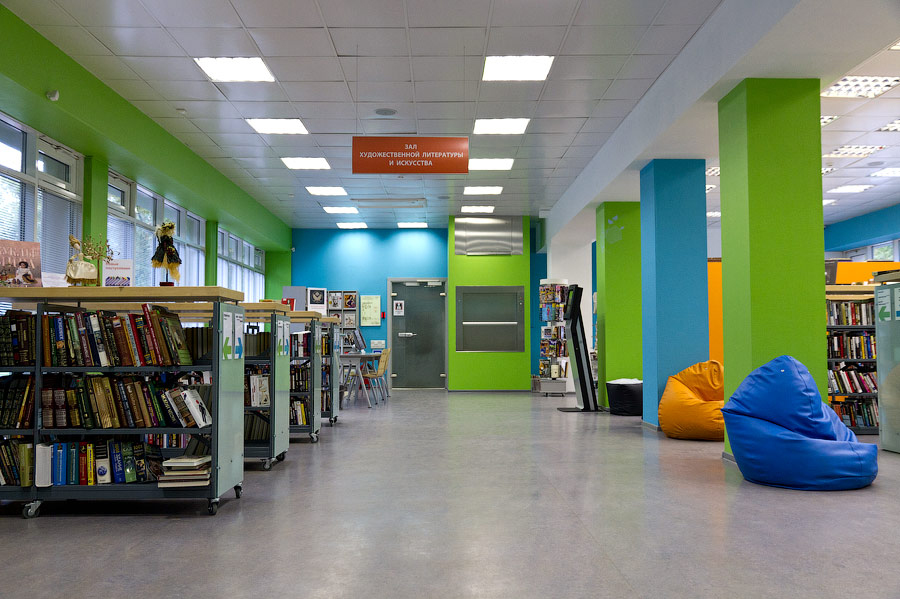
Salen för skönlitteratur och konst.
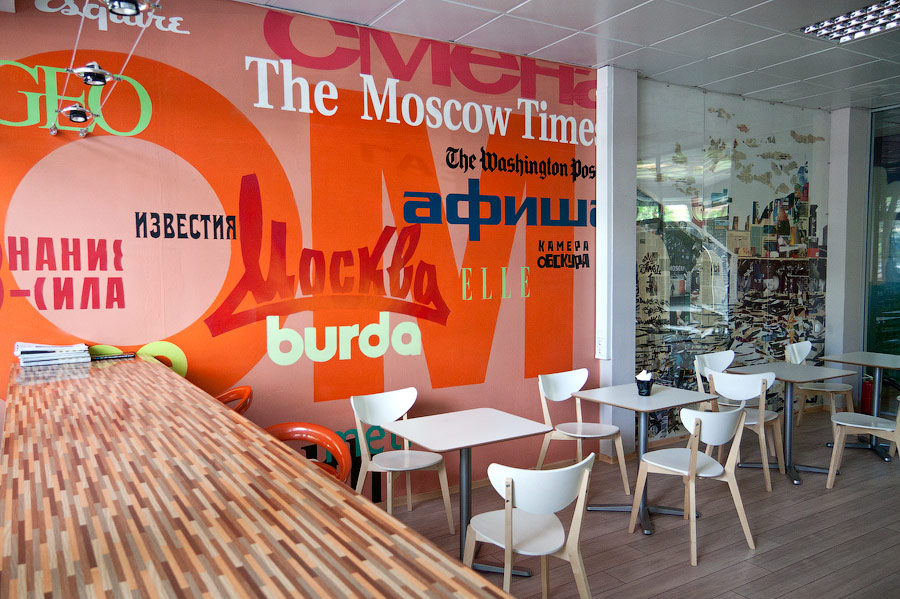
Kaféet «Kaffe och tidningar».
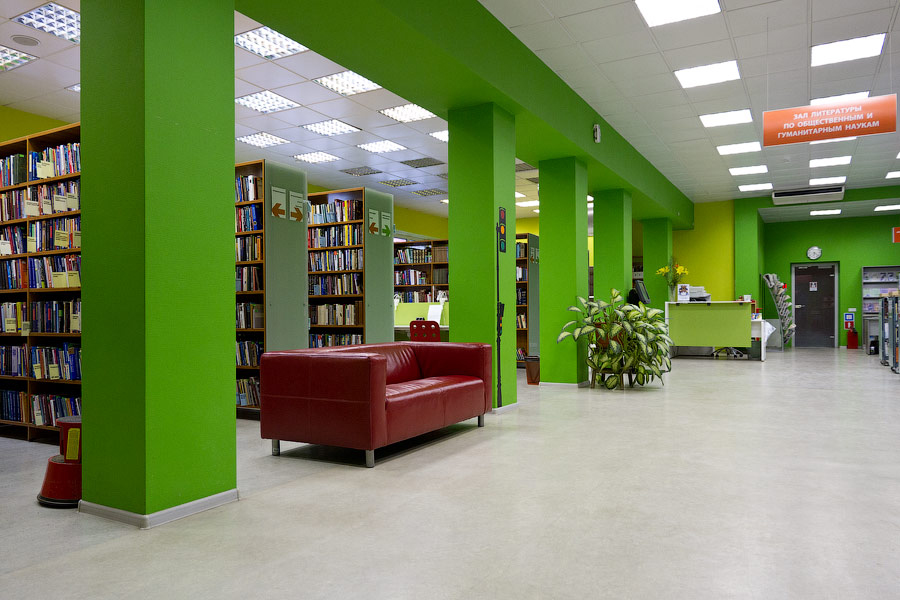
Salen för samhällsvetenskaplig litteratur och humaniora.
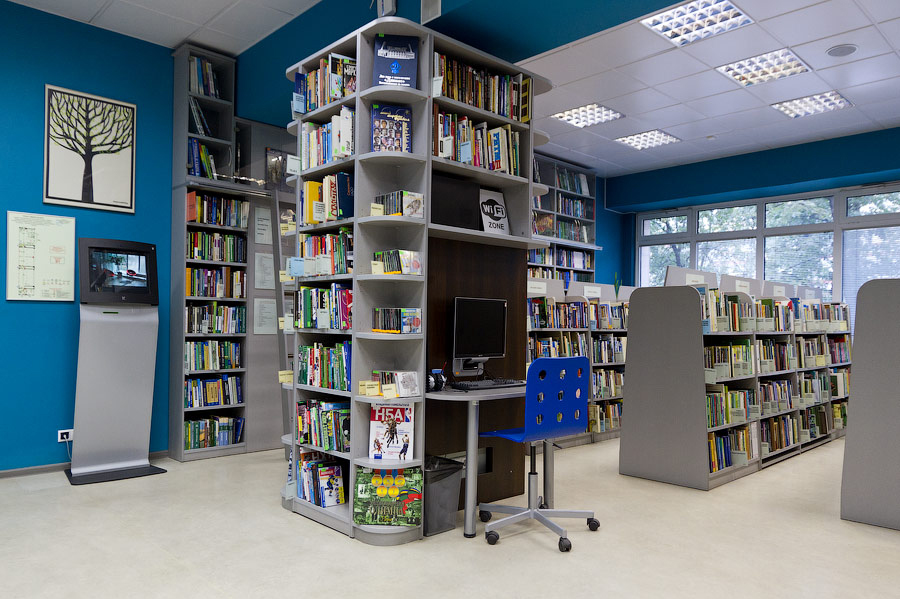
Salen för naturvetenskaplig- och teknisk litteratur.
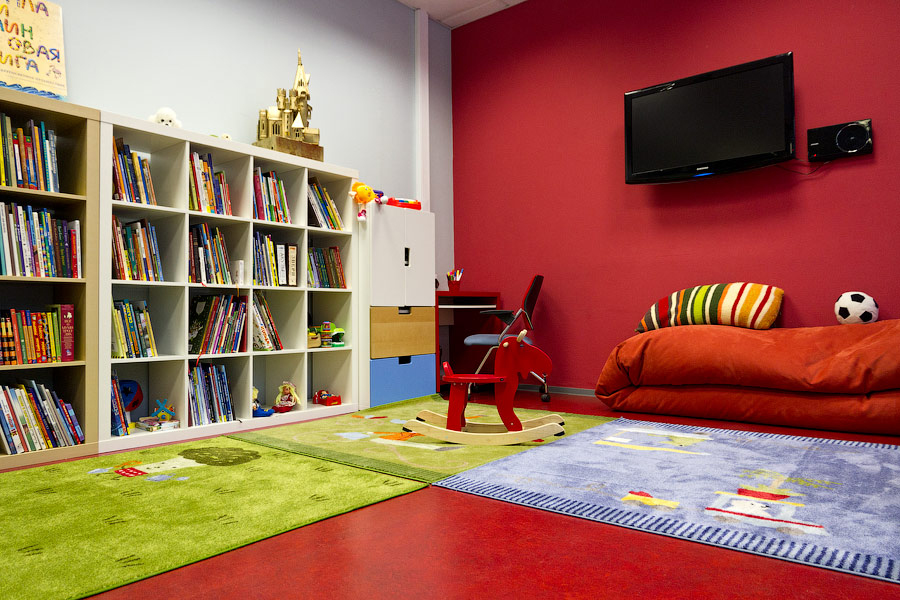
Barnrummet för de allra yngsta besökarna.
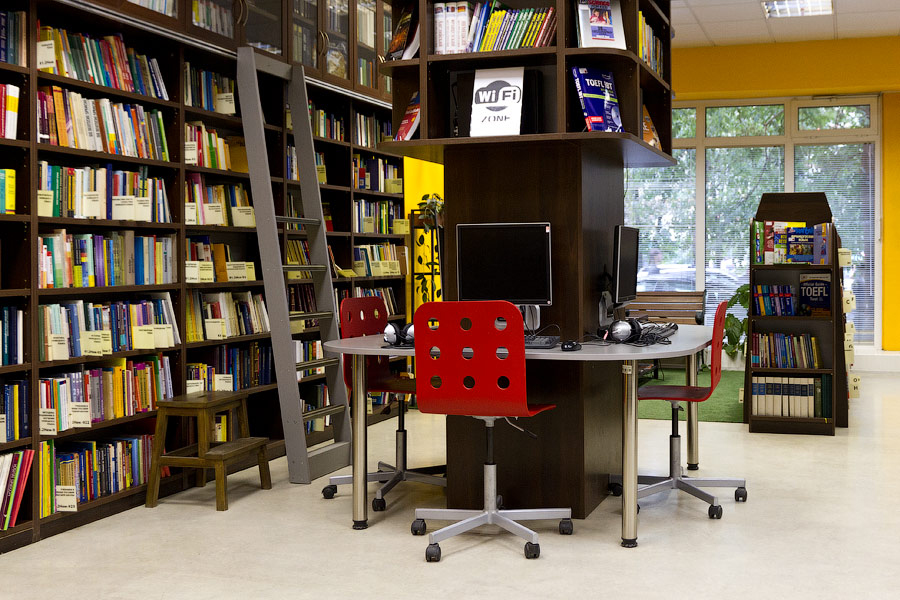
Salen för litteratur på andra språk.
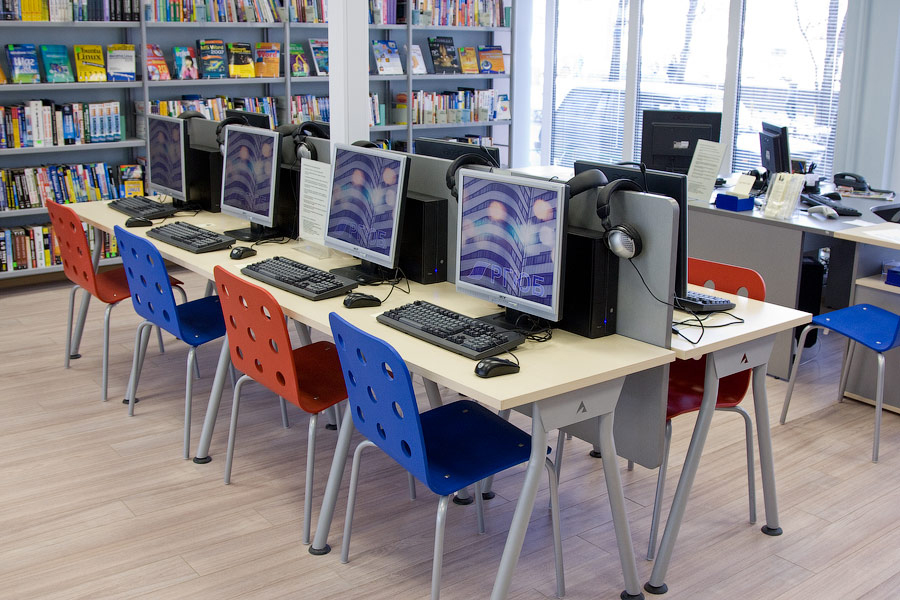
Datorbiblioteket.
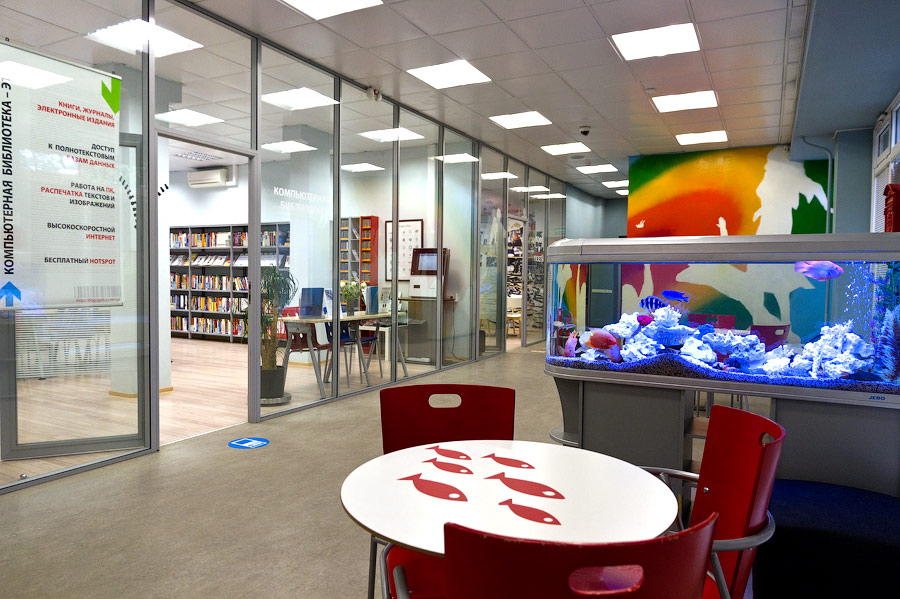
Pausavdelningen.
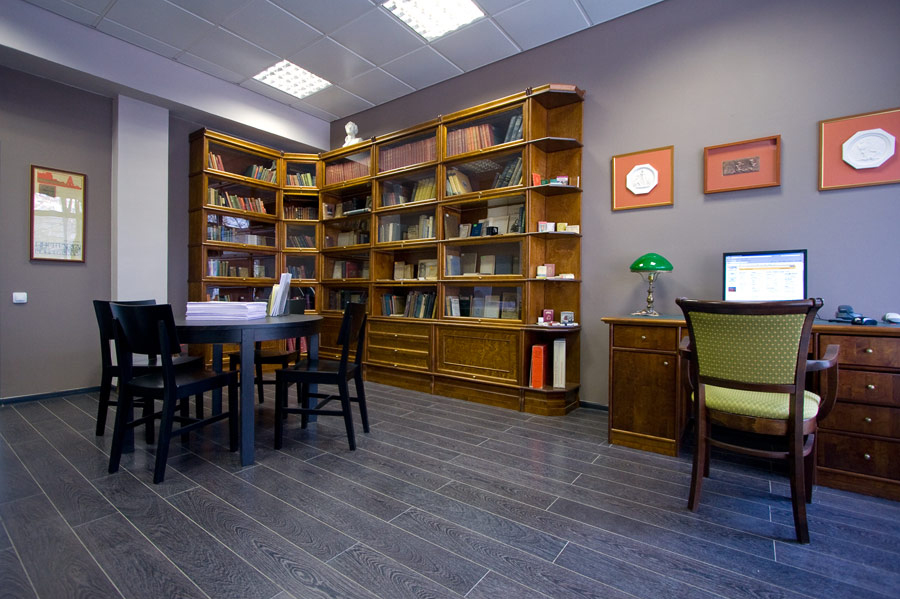
Salen för rariteter.
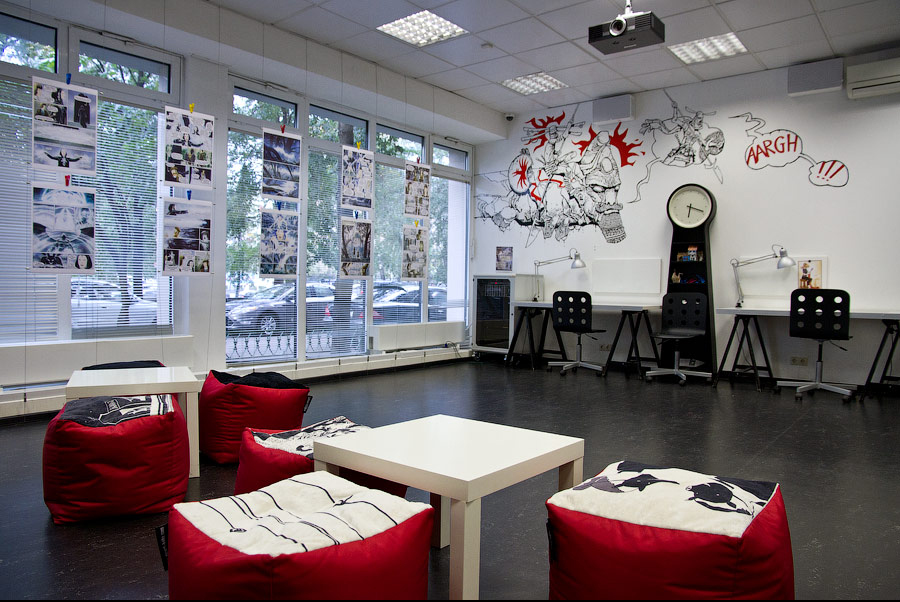
Centret för serier och visuell kultur.

I salarna finns ett bokbestånd på cirka 900 000 volymer som kan sökas via terminaler i bibliotekets online-katalog, lånas hem via självbetjäningsautomater och sedan återlämnas i dygnetruntautomaten utanför bibliotekets entré. Inne i biblioteket finns gratis Wi-Fi, så besökarna kan använda sina bärbara datorer. Det finns även en virtuell frågetjänst.
RSBU förfogar även över de nödvändiga teknologiska förutsättningarna och resurserna, så även funktionshindrade ungdomar fritt och obehindrat får tillgång till bibliotekets alla tjänster.

#### Verksamhet
Biblioteket ger unga människor informationsstöd i deras läro- och utbildningsprocess, erbjuder studie- och yrkesvägledning samt psykologisk rådgivning och organiserar utbildnings-, kultur- och fritidsverksamhet. Biblioteket är ett informations- och rådgivande center för Rysslands barn- och ungdomsbibliotek, och även för andra allmänna bibliotek som har unga människor bland sina besökare. Bibliotekets resurser och tjänster kan användas av alla medborgare i Ryssland, Oberoende staters samvälde (OSS) och andra länder.
Ryska statliga biblioteket för unga människor "är som ett bibliotek på federal nivå både en modell och en experimentplats för nya former och metoder i arbetet med unga människor på Rysslands allmänna bibliotek. Det har uppdraget att främja samarbetet mellan biblioteken och integrera dem i den internationella biblioteksgemenskapen, samt förankra idén om målmedvetet ungdomsbiblioteksarbete hos allmänheten".
Medlemskap i organisationer och föreningar:
- Ryska biblioteksföreningen (RBF)
- Internationella Förbundet för Biblioteksföreningar och Institutioner (The International Federation of Library Associations and Institutions – IFLA)
- American Library Association (ALA), i bibliotekssektionen som arbetar med unga människor – The Young Adult Library Services Association (YALSA)
- Brittiska föreningen för bibliotekarier och informationsspecialister

## Annat av intresse

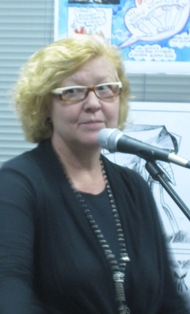
Kristiina Kolehmainen, grundare av Serieteket i Stockholm, var med och invigde Seriecentret i Moskva 16 oktober 2011.

- Bibliotekets nuvarande lokal i bottenvåningen av Stora Tjerkizovgatan 4 (Bolsjaja Tjerkizovskaja ulitsa 4) var från början planerad som affärslokal, men den överläts 1966 till biblioteket.[2]
- Bibliotekets historiska och kulturella center för unga människor finns i "Villa Nosov", en gammal jugendvilla av trä som tillhört den gammaltroende köpmannen Vasilij Dmitrijevitj Nosov. Villan byggdes av arkitekten Lev Nikolajevitj Kekusjev år 1903.[8]
- Rysslands första seriecenter började sin verksamhet på biblioteket i september 2010, i och med att Moskvas serieklubb flyttade in.[9] Den officiella invigningen av Centret för serier och visuell kultur ägde dock rum 16 oktober 2011. Seriebeståndet i början av 2016 uppgår till drygt 4 500 utgåvor.
- 15 april 2011 publicerade bloggaren Sergej Muchamedov på Livejournal sina intryck efter ett besök på ungdomsbiblioteket:

| ”                   | En kulturchock. Jag kan inte beskriva mitt tillstånd på annat vis efter att ha besökt detta bibliotek. Här finns inga matta fönster, dammiga bokhyllor och elaka gummor med kortkataloger, som muttrar åt den enda skoleleven som besöker biblioteket den dagen. Här finns WiFi och RFID) i böckerna, datorer med tillgång till databaser och digitaliserade utgåvor av sällsynta böcker, handikapptoaletter och till och med en utställningsbil i foajén. Och allt detta är i princip avgiftsfritt för besökarna. Då kanske ni säger att "Allt är möjligt med hjälp av pengar!" Men så är det inte, för fyra år sedan såg detta bibliotek ut som hundratals andra bibliotek i regionen. Budgeten är fortfarande densamma, inte större än andras, men används till det den ska. | „ |
| – Sergej Muchamedov | |   |

Reportaget, som var illustrerat med fotografier från salarna och kommentarer från bibliotekets projektansvarige Anton Purnik, fick stor respons och uppmärksamhet från press och TV. Det var en av anledningarna till att dåvarande presidenten Dmitrij Medvedev besökte biblioteket.